# Diocese de Sindhudurg
A Diocese de Sindhudurg  (Latim:Dioecesis Sindhudurgiensis) é uma diocese localizada no distrito de Sindhudurg, no estado de Maharashtra, pertencente a Arquidiocese de Goa e Damão na Índia. Foi fundada em 2005 pelo Papa Bento XVI. Com uma população católica de 26.700 habitantes, sendo 0,4% da população total, possui 21 paróquias com dados de 2018.

## História
Em 5 de julho de 2005 o Papa Bento XVI cria a diocese de Diocese de Sindhudurg através da Diocese de Poona. Inicialmente pertencia a Arquidiocese de Bombaim, até 2006 quando passou a pertencer a Arquidiocese de Goa e Damão. A diocese foi criada para corrigir o fato de o Patriarca das Índias Orientais não ser metropolitano, já que até a fundação da Diocese, a Arquidiocese de Goa e Damão não tinha sufragâneas (em 1975, suas últimas sufragâneas foram desmembradas e passaram à subordinação direta à Santa Sé).

## Prelados
A seguir uma lista de bispos desde a criação da diocese em 2005.
|        | Nome                            | Período     | Notas               |
| Bispos | Bispos                          | Bispos      | Bispos              |
| ------ | ------------------------------- | ----------- | ------------------- |
| 1º     | Anthony Alwyn Fernandes Barreto | 2005 - 2024 | Atual bispo emérito |